# Alessia Rovegno
Alessia Rovegno Cayo (Lima, 20 de janeiro de 1998) é uma modelo, atriz, cantora e rainha da beleza peruana, vencedora do Miss Peru 2022. Ela representará o Peru no concurso Miss Universo 2022.

## Biografia
Rovegno nasceu em Lima, Peru. Ela é uma das filhas do empresário Lucho Rovegno e da atriz Bárbara Cayó Rovegno é modelo e cantora são descendentes de italianos, trabalha como modelo em Nova York, mas está desenvolvendo sua carreira como cantora em Lima.
Ela é 2 anos mais nova que sua irmã Arianna Celeste Rovegno Cayo, fundadora da La Bambina de Rovegno. Suas tias Fiorella Cayo, Stephanie Cayo e seu tio Marioalberto Rainiero "Macs" Cayo são todos atores. Em 2010, nasceu sua meia-irmã paterna Valentina Rovegno.
Em 6 de outubro de 2021, Rovegno lançou sua música Un Amor Como el Nuestro.
Em 12 de dezembro de 2021, Rovegno confirmou seu relacionamento romântico com o atleta peruano Hugo García.
Em 14 de junho de 2022, Rovegno competiu contra 9 outras candidatas no concurso Miss Peru 2022. Ela foi coroada pela titular cessante Miss Peru 2021 Yely Rivera como a nova Miss Peru Universo 2022. Como Miss Peru, Rovegno representará o Peru no concurso Miss Universo 2022.